# Moord op Antiplona
Moord op Antiplona is het tweede stripalbum uit de stripreeks De vierde kracht. Het album is geschreven en getekend door Juan Giménez. Van dit album verschenen tot nu toe een druk bij uitgeverij Medusas in 2011.

## Inhoud
Moord op Antiplona speelt zich af vijf jaar na de creatie van QB4, het superwapen dat de Krommiums op de planeet Nibulae Alfa hebben gemaakt van vier breinen. Het wapen heeft zich verbonden met een persoon (Gal) die als illusioniste werkt op een gigantisch ruimteschip met de naam Antiplona dat dienst doet als een oord van vermaak. Gal wordt ontdekt door een oud-militair die haar als zijn voormalige copiloot herkent.